# Hóquei sobre a grama nos Jogos Olímpicos de Verão de 2016 - Feminino
O torneio feminino de hóquei sobre a grama nos Jogos Olímpicos de Verão de 2016, no Rio de Janeiro, ocorreu entre 6 e 19 de agosto no Centro Olímpico de Hóquei.

## Calendário
|           | Sábado 6 ago | Domingo 7 ago | Segunda 8 ago | Terça 9 ago | Quarta 10 ago | Quinta 11 ago | Sexta 12 ago | Sábado 13 ago | Domingo 14 ago | Segunda 15 ago | Terça 16 ago | Quarta 17 ago | Quinta 18 ago |
| --------- | ------------ | ------------- | ------------- | ----------- | ------------- | ------------- | ------------ | ------------- | -------------- | -------------- | ------------ | ------------- | ------------- |
| Masculino | Grupos       | Grupos        | Grupos        | Grupos      | Grupos        | Grupos        | Grupos       |               | Quartas        |                | Semi         |               | Final         |

## Medalhistas
A Grã-Bretanha derrotou os Países Baixos na final para conquistar o ouro, enquanto a Alemanha superou a Nova Zelândia na disputa do bronze.
|  | GBR Grã-Bretanha |  | NED Países Baixos |  | GER Alemanha |
|  | Maddie Hinch Laura Unsworth Crista Cullen Hannah Macleod Georgie Twigg Helen Richardson-Walsh Susannah Townsend Kate Richardson-Walsh Sam Quek Alex Danson Giselle Ansley Sophie Bray Hollie Webb Shona McCallin Lily Owsley Nicola White |  | Joyce Sombroek Xan de Waard Kitty van Male Laurien Leurink Willemijn Bos Marloes Keetels Carlien Dirkse van den Heuvel Kelly Jonker Maria Verschoor Lidewij Welten Caia van Maasakker Maartje Paumen Naomi van As Ellen Hoog Margot van Geffen Eva de Goede |  | Nike Lorenz Selin Oruz Anne Schröder Lisa Schütze Charlotte Stapenhorst Katharina Otte Janne Müller-Wieland Hannah Krüger Jana Teschke Lisa Altenburg Franzisca Hauke Cécile Pieper Marie Mävers Annika Sprink Julia Müller Pia-Sophie Oldhafer Kristina Reynolds |

## Fase de grupos
Numa primeira fase as seleções defrontaram-se numa fase de grupos (dois agrupamentos de seis equipas cada) em formato todos-contra-todos a uma volta. As quatro primeiras de cada grupo seguiram em frente.
Todos as partidas seguem o horário de Brasília (UTC-3).

### Grupo A
|  | Equipes classificadas para a fase seguinte |

| Pos | Equipe        | P  | J | V | E | D | GP | GC | SG  |
| --- | ------------- | -- | - | - | - | - | -- | -- | --- |
| 1   | Países Baixos | 13 | 5 | 4 | 1 | 0 | 13 | 1  | +12 |
| 2   | Nova Zelândia | 10 | 5 | 3 | 1 | 1 | 11 | 5  | +6  |
| 3   | Alemanha      | 7  | 5 | 2 | 1 | 2 | 6  | 6  | 0   |
| 4   | Espanha       | 6  | 5 | 2 | 0 | 3 | 6  | 12 | –6  |
| 5   | China         | 5  | 5 | 1 | 2 | 2 | 3  | 5  | –2  |
| 6   | Coreia do Sul | 1  | 5 | 0 | 1 | 4 | 3  | 13 | –10 |

Ordenamento da classificação:  1) Pontos; 2) Diferença de golos; 3) Golos marcados; 4) Confronto direto.
| 7 de agosto 10:00                             |              |               |                                                                                          |
| Nova Zelândia                                 | 4 – 1        | Coreia do Sul | Centro Olímpico de Hóquei, Rio de Janeiro Árbitros: NED Fanneke Alkemade JPN Chieko Soma |
| Pearce 10' Harrison 19' Flynn 21' Webster 34' | FIH Rio2016  | Kim H-j. 55'  | Centro Olímpico de Hóquei, Rio de Janeiro Árbitros: NED Fanneke Alkemade JPN Chieko Soma |
| Merry 21'                                     | ≪ Punições ≫ |               | Centro Olímpico de Hóquei, Rio de Janeiro Árbitros: NED Fanneke Alkemade JPN Chieko Soma |

| 7 de agosto 12:30                                  |              |                                |                                                                                     |
| Países Baixos                                      | 5 – 0        | Espanha                        | Centro Olímpico de Hóquei, Rio de Janeiro Árbitros: USA Amy Baxter NZL Amber Church |
| Welten 12' Leurink 16' Keetels 19' Paumen 23', 49' | FIH Rio2016  |                                | Centro Olímpico de Hóquei, Rio de Janeiro Árbitros: USA Amy Baxter NZL Amber Church |
| Van Geffen 35'                                     | ≪ Punições ≫ | Salvatella 10' García Grau 13' | Centro Olímpico de Hóquei, Rio de Janeiro Árbitros: USA Amy Baxter NZL Amber Church |

| 7 de agosto 13:30 |              |                       |                                                                                         |
| China             | 1 – 1        | Alemanha              | Centro Olímpico de Hóquei, Rio de Janeiro Árbitros: AUS Melissa Trivic GBR Sarah Wilson |
| Peng 28'          | FIH Rio2016  | Altenburg 4'          | Centro Olímpico de Hóquei, Rio de Janeiro Árbitros: AUS Melissa Trivic GBR Sarah Wilson |
|                   | ≪ Punições ≫ | Schröder 8' Hauke 50' | Centro Olímpico de Hóquei, Rio de Janeiro Árbitros: AUS Melissa Trivic GBR Sarah Wilson |

| 8 de agosto 13:30 |              |                           |                                                                                           |
| Nova Zelândia     | 1 – 2        | Alemanha                  | Centro Olímpico de Hóquei, Rio de Janeiro Árbitros: ARG Soledad Iparraguirre CHN Miao Lin |
| Webster 10'       | FIH Rio2016  | Oldhafer 22' Schroder 44' | Centro Olímpico de Hóquei, Rio de Janeiro Árbitros: ARG Soledad Iparraguirre CHN Miao Lin |
|                   | ≪ Punições ≫ | Krüger 12'                | Centro Olímpico de Hóquei, Rio de Janeiro Árbitros: ARG Soledad Iparraguirre CHN Miao Lin |

| 8 de agosto 17:00                             |              |                          |                                                                                       |
| Países Baixos                                 | 4 – 0        | Coreia do Sul            | Centro Olímpico de Hóquei, Rio de Janeiro Árbitros: NZL Kelly Hudson GBR Sarah Wilson |
| Jonker 9', 30', 42' Dirkse van den Heuvel 46' | FIH Rio2016  |                          | Centro Olímpico de Hóquei, Rio de Janeiro Árbitros: NZL Kelly Hudson GBR Sarah Wilson |
| Welten 41' Paumen 52'                         | ≪ Punições ≫ | Kim J-e. 6' Han H-l. 36' | Centro Olímpico de Hóquei, Rio de Janeiro Árbitros: NZL Kelly Hudson GBR Sarah Wilson |

| 8 de agosto 19:30           |              |                  |                                                                                           |
| Espanha                     | 0 – 2        | China            | Centro Olímpico de Hóquei, Rio de Janeiro Árbitros: NZL Amber Church GER Michelle Meister |
|                             | FIH Rio2016  | Zhao 8' Peng 25' | Centro Olímpico de Hóquei, Rio de Janeiro Árbitros: NZL Amber Church GER Michelle Meister |
| López 25', 33' Bonastre 51' | ≪ Punições ≫ | Sun 5' Li J. 36' | Centro Olímpico de Hóquei, Rio de Janeiro Árbitros: NZL Amber Church GER Michelle Meister |

| 10 de agosto 10:00 |              |                |                                                                                          |
| Espanha            | 1 – 2        | Nova Zelândia  | Centro Olímpico de Hóquei, Rio de Janeiro Árbitros: ARG Irene Presenqui RUS Elena Eskina |
| Petchamé 60'       | FIH Rio2016  | Smith 22', 51' | Centro Olímpico de Hóquei, Rio de Janeiro Árbitros: ARG Irene Presenqui RUS Elena Eskina |
| Comerma 57'        | ≪ Punições ≫ | McLaren 13'    | Centro Olímpico de Hóquei, Rio de Janeiro Árbitros: ARG Irene Presenqui RUS Elena Eskina |

| 10 de agosto 12:30       |              |                                                         |                                                                                            |
| Alemanha                 | 2 – 0        | Coreia do Sul                                           | Centro Olímpico de Hóquei, Rio de Janeiro Árbitros: RSA Michelle Joubert AUS Kylie Seymour |
| Krüger 55' Altenburg 59' | FIH Rio2016  |                                                         | Centro Olímpico de Hóquei, Rio de Janeiro Árbitros: RSA Michelle Joubert AUS Kylie Seymour |
| Lorenz 9'                | ≪ Punições ≫ | An H-j. 14' Seo J-e. 18', 47' Lee Y-s. 39' Kim J-e. 44' | Centro Olímpico de Hóquei, Rio de Janeiro Árbitros: RSA Michelle Joubert AUS Kylie Seymour |

| 10 de agosto 18:00 |              |                                                            |                                                                                                |
| China              | 0 – 1        | Países Baixos                                              | Centro Olímpico de Hóquei, Rio de Janeiro Árbitros: NZL Kelly Hudson ARG Carolina de la Fuente |
|                    | FIH Rio2016  | Van Male 59'                                               | Centro Olímpico de Hóquei, Rio de Janeiro Árbitros: NZL Kelly Hudson ARG Carolina de la Fuente |
|                    | ≪ Punições ≫ | Van Geffen 29' Van Maasakker 54' Dirkse van den Heuvel 59' | Centro Olímpico de Hóquei, Rio de Janeiro Árbitros: NZL Kelly Hudson ARG Carolina de la Fuente |

| 11 de agosto 17:00        |              |                          |                                                                                       |
| Alemanha                  | 1 – 2        | Espanha                  | Centro Olímpico de Hóquei, Rio de Janeiro Árbitros: NED Fanneke Alkemade CHN Miao Lin |
| Schütze 21'               | FIH Rio2016  | Guinea 9' Salvatella 11' | Centro Olímpico de Hóquei, Rio de Janeiro Árbitros: NED Fanneke Alkemade CHN Miao Lin |
| Altenburg 5' Oldhafer 16' | ≪ Punições ≫ |                          | Centro Olímpico de Hóquei, Rio de Janeiro Árbitros: NED Fanneke Alkemade CHN Miao Lin |

| 12 de agosto 10:00         |              |                             |                                                                                                  |
| Coreia do Sul              | 0 – 0        | China                       | Centro Olímpico de Hóquei, Rio de Janeiro Árbitros: ARG Irene Presenqui ARG Soledad Iparraguirre |
|                            | FIH Rio2016  |                             | Centro Olímpico de Hóquei, Rio de Janeiro Árbitros: ARG Irene Presenqui ARG Soledad Iparraguirre |
| Hong Y-j. 49' Kim H-j. 54' | ≪ Punições ≫ | Liang 7' De 27', 58' Yu 60' | Centro Olímpico de Hóquei, Rio de Janeiro Árbitros: ARG Irene Presenqui ARG Soledad Iparraguirre |

| 12 de agosto 11:00 |              |                        | |
| Nova Zelândia      | 1 – 1        | Países Baixos          | Centro Olímpico de Hóquei, Rio de Janeiro Árbitros: ARG Carolina de la Fuente RSA Michelle Joubert |
| Whitelock 59'      | FIH Rio2016  | Paumen 28'             | Centro Olímpico de Hóquei, Rio de Janeiro Árbitros: ARG Carolina de la Fuente RSA Michelle Joubert |
|                    | ≪ Punições ≫ | Leurink 11' Welten 21' | Centro Olímpico de Hóquei, Rio de Janeiro Árbitros: ARG Carolina de la Fuente RSA Michelle Joubert |

| 13 de agosto 12:30       |              |                         |                                                                                                 |
| Países Baixos            | 2 – 0        | Alemanha                | Centro Olímpico de Hóquei, Rio de Janeiro Árbitros: ARG Soledad Iparraguirre AUS Melissa Trivic |
| De Waard 5' Van Male 44' | FIH Rio2016  |                         | Centro Olímpico de Hóquei, Rio de Janeiro Árbitros: ARG Soledad Iparraguirre AUS Melissa Trivic |
|                          | ≪ Punições ≫ | Schröder 25' Müller 53' | Centro Olímpico de Hóquei, Rio de Janeiro Árbitros: ARG Soledad Iparraguirre AUS Melissa Trivic |

| 13 de agosto 17:00                            |              |                                       |                                                                                               |
| Coreia do Sul                                 | 2 – 3        | Espanha                               | Centro Olímpico de Hóquei, Rio de Janeiro Árbitros: GER Michelle Meister NED Fanneke Alkemade |
| Cheon E-b. 18' Kim B-m. 55'                   | FIH Rio2016  | García Grau 39' Riera 41' Comerma 48' | Centro Olímpico de Hóquei, Rio de Janeiro Árbitros: GER Michelle Meister NED Fanneke Alkemade |
| Baek E-s. 15' Seo J-e. 27', 35' Park S-a. 36' | ≪ Punições ≫ | Bonastre 21', 36'                     | Centro Olímpico de Hóquei, Rio de Janeiro Árbitros: GER Michelle Meister NED Fanneke Alkemade |

| 13 de agosto 20:30 |              |                                 |                                                                                      |
| China              | 0 – 3        | Nova Zelândia                   | Centro Olímpico de Hóquei, Rio de Janeiro Árbitros: USA Amy Baxter AUS Kylie Seymour |
|                    | FIH Rio2016  | Merry 21' Flynn 41' McLaren 42' | Centro Olímpico de Hóquei, Rio de Janeiro Árbitros: USA Amy Baxter AUS Kylie Seymour |
|                    | ≪ Punições ≫ | Michelsen 53'                   | Centro Olímpico de Hóquei, Rio de Janeiro Árbitros: USA Amy Baxter AUS Kylie Seymour |

### Grupo B
|  | Equipes classificadas para a fase seguinte |

| Pos | Equipe         | P  | J | V | E | D | GP | GC | SG  |
| --- | -------------- | -- | - | - | - | - | -- | -- | --- |
| 1   | Grã-Bretanha   | 15 | 5 | 5 | 0 | 0 | 12 | 4  | +8  |
| 2   | Estados Unidos | 12 | 5 | 4 | 0 | 1 | 14 | 5  | +9  |
| 3   | Austrália      | 9  | 5 | 3 | 0 | 2 | 11 | 5  | +6  |
| 4   | Argentina      | 6  | 5 | 2 | 0 | 3 | 12 | 6  | +6  |
| 5   | Japão          | 1  | 5 | 0 | 1 | 4 | 3  | 16 | –13 |
| 6   | Índia          | 1  | 5 | 0 | 1 | 4 | 3  | 19 | –16 |

Ordenamento da classificação: 1) Pontos; 2) Diferença de golos; 3) Golos marcados; 4) Confronto direto.
| 6 de agosto 17:00 |              |                              |                                                                                               |
| Argentina         | 1 – 2        | Estados Unidos               | Centro Olímpico de Hóquei, Rio de Janeiro Árbitros: RSA Michelle Joubert GER Michelle Meister |
| Merino 57'        | FIH Rio2016  | K. Reinprecht 35' Kasold 50' | Centro Olímpico de Hóquei, Rio de Janeiro Árbitros: RSA Michelle Joubert GER Michelle Meister |
| Von der Heyde 3'  | ≪ Punições ≫ |                              | Centro Olímpico de Hóquei, Rio de Janeiro Árbitros: RSA Michelle Joubert GER Michelle Meister |

| 6 de agosto 20:30     |              |               |                                                                                              |
| Grã-Bretanha          | 2 – 1        | Austrália     | Centro Olímpico de Hóquei, Rio de Janeiro Árbitros: BEL Laurine Delforge ARG Irene Presenqui |
| Owsley 26' Danson 43' | FIH Rio2016  | Morgan 33'    | Centro Olímpico de Hóquei, Rio de Janeiro Árbitros: BEL Laurine Delforge ARG Irene Presenqui |
|                       | ≪ Punições ≫ | Bone 39', 47' | Centro Olímpico de Hóquei, Rio de Janeiro Árbitros: BEL Laurine Delforge ARG Irene Presenqui |

| 7 de agosto 11:00           |             |                   |                                                                                        |
| Japão                       | 2 – 2       | Índia             | Centro Olímpico de Hóquei, Rio de Janeiro Árbitros: AUS Kylie Seymour NZL Kelly Hudson |
| Nishikori 15' Nakashima 28' | FIH Rio2016 | Rani 31' Minz 40' | Centro Olímpico de Hóquei, Rio de Janeiro Árbitros: AUS Kylie Seymour NZL Kelly Hudson |

| 8 de agosto 10:00                     |              |                            |                                                                                                |
| Austrália                             | 1 – 2        | Estados Unidos             | Centro Olímpico de Hóquei, Rio de Janeiro Árbitros: RUS Elena Eskina ARG Carolina de la Fuente |
| Slattery 43'                          | FIH Rio2016  | Vitesse 25' Van Sickle 41' | Centro Olímpico de Hóquei, Rio de Janeiro Árbitros: RUS Elena Eskina ARG Carolina de la Fuente |
| Blyth 24', 42' Claxton 38' Parker 41' | ≪ Punições ≫ |                            | Centro Olímpico de Hóquei, Rio de Janeiro Árbitros: RUS Elena Eskina ARG Carolina de la Fuente |

| 8 de agosto 18:00     |              |                                 |                                                                                    |
| Índia                 | 0 – 3        | Grã-Bretanha                    | Centro Olímpico de Hóquei, Rio de Janeiro Árbitros: JPN Chieko Soma USA Amy Baxter |
|                       | FIH Rio2016  | Ansley 25' White 27' Danson 33' | Centro Olímpico de Hóquei, Rio de Janeiro Árbitros: JPN Chieko Soma USA Amy Baxter |
| Toppo 11' Deepika 55' | ≪ Punições ≫ | Owsley 45' Quek 47'             | Centro Olímpico de Hóquei, Rio de Janeiro Árbitros: JPN Chieko Soma USA Amy Baxter |

| 8 de agosto 20:30                              |              |                |                                                                                             |
| Argentina                                      | 4 – 0        | Japão          | Centro Olímpico de Hóquei, Rio de Janeiro Árbitros: AUS Melissa Trivic BEL Laurine Delforge |
| Barrionuevo 13', 18' Rebecchi 48' Granatto 50' | FIH Rio2016  |                | Centro Olímpico de Hóquei, Rio de Janeiro Árbitros: AUS Melissa Trivic BEL Laurine Delforge |
| Sánchez Moccia 26' F. Habif 41'                | ≪ Punições ≫ | Nagai 13', 35' | Centro Olímpico de Hóquei, Rio de Janeiro Árbitros: AUS Melissa Trivic BEL Laurine Delforge |

| 10 de agosto 11:00 |              |                                                             |                                                                                               |
| Índia              | 1 – 6        | Austrália                                                   | Centro Olímpico de Hóquei, Rio de Janeiro Árbitros: ARG Soledad Iparraguirre GBR Sarah Wilson |
| Thokchom 60'       | FIH Rio2016  | Slattery 5' Morgan 9' Claxton 35' Parker 36' Kenny 43', 46' | Centro Olímpico de Hóquei, Rio de Janeiro Árbitros: ARG Soledad Iparraguirre GBR Sarah Wilson |
| Dubey 39', 53'     | ≪ Punições ≫ |                                                             | Centro Olímpico de Hóquei, Rio de Janeiro Árbitros: ARG Soledad Iparraguirre GBR Sarah Wilson |

| 10 de agosto 13:30                     |              |                   |                                                                                       |
| Grã-Bretanha                           | 3 – 2        | Argentina         | Centro Olímpico de Hóquei, Rio de Janeiro Árbitros: GER Michelle Meister CHN Miao Lin |
| H. Richardson-Walsh 23', 25' Bray 38'  | FIH Rio2016  | F. Habif 41', 42' | Centro Olímpico de Hóquei, Rio de Janeiro Árbitros: GER Michelle Meister CHN Miao Lin |
| MacLeod 19' Bray 19', 50' Townsend 46' | ≪ Punições ≫ | Barrionuevo 28'   | Centro Olímpico de Hóquei, Rio de Janeiro Árbitros: GER Michelle Meister CHN Miao Lin |

| 10 de agosto 17:00                                        |             |               |                                                                                           |
| Estados Unidos                                            | 6 – 1       | Japão         | Centro Olímpico de Hóquei, Rio de Janeiro Árbitros: NZL Amber Church NED Fanneke Alkemade |
| González 1' Bam 5', 53', 56' K. Reinprecht 28' Witmer 37' | FIH Rio2016 | Nakashima 47' | Centro Olímpico de Hóquei, Rio de Janeiro Árbitros: NZL Amber Church NED Fanneke Alkemade |

| 11 de agosto 18:00 |              |                                                 |                                                                                         |
| Austrália          | 1 – 0        | Argentina                                       | Centro Olímpico de Hóquei, Rio de Janeiro Árbitros: BEL Laurine Delforge USA Amy Baxter |
| Smith 33'          | FIH Rio2016  |                                                 | Centro Olímpico de Hóquei, Rio de Janeiro Árbitros: BEL Laurine Delforge USA Amy Baxter |
| Bone 37'           | ≪ Punições ≫ | Granatto 11' Gomes Fantasia 18', 58' Merino 30' | Centro Olímpico de Hóquei, Rio de Janeiro Árbitros: BEL Laurine Delforge USA Amy Baxter |

| 11 de agosto 19:30             |              |          |                                                                                        |
| Estados Unidos                 | 3 – 0        | Índia    | Centro Olímpico de Hóquei, Rio de Janeiro Árbitros: AUS Melissa Trivic JPN Chieko Soma |
| Bam 14', 42' González 52'      | FIH Rio2016  |          | Centro Olímpico de Hóquei, Rio de Janeiro Árbitros: AUS Melissa Trivic JPN Chieko Soma |
| K. Reinprecht 28' Crandall 57' | ≪ Punições ≫ | Rani 51' | Centro Olímpico de Hóquei, Rio de Janeiro Árbitros: AUS Melissa Trivic JPN Chieko Soma |

| 11 de agosto 20:30 |              |                     |                                                                                        |
| Japão              | 0 – 2        | Grã-Bretanha        | Centro Olímpico de Hóquei, Rio de Janeiro Árbitros: AUS Kylie Seymour RUS Elena Eskina |
|                    | FIH Rio2016  | Owsley 5' White 55' | Centro Olímpico de Hóquei, Rio de Janeiro Árbitros: AUS Kylie Seymour RUS Elena Eskina |
| Kawamura 49'       | ≪ Punições ≫ | Owsley 48'          | Centro Olímpico de Hóquei, Rio de Janeiro Árbitros: AUS Kylie Seymour RUS Elena Eskina |

| 13 de agosto 10:00                                          |             |       |                                                                                      |
| Argentina                                                   | 5 – 0       | Índia | Centro Olímpico de Hóquei, Rio de Janeiro Árbitros: JPN Chieko Soma GBR Sarah Wilson |
| Cavallero 16', 29' Granatto 23' Rebecchi 26' Albertario 27' | FIH Rio2016 |       | Centro Olímpico de Hóquei, Rio de Janeiro Árbitros: JPN Chieko Soma GBR Sarah Wilson |

| 13 de agosto 18:00                                   |              |                                       |                                                                                          |
| Grã-Bretanha                                         | 2 – 1        | Estados Unidos                        | Centro Olímpico de Hóquei, Rio de Janeiro Árbitros: NZL Amber Church ARG Irene Presenqui |
| Bray 53' Danson 56'                                  | FIH Rio2016  | Vitesse 39'                           | Centro Olímpico de Hóquei, Rio de Janeiro Árbitros: NZL Amber Church ARG Irene Presenqui |
| Quek 13' White 21' Owsley 24' Twigg 56' Townsend 60' | ≪ Punições ≫ | Bam 25' J. Reinprecht 41' Vitesse 51' | Centro Olímpico de Hóquei, Rio de Janeiro Árbitros: NZL Amber Church ARG Irene Presenqui |

| 13 de agosto 19:30     |              |           |                                                                                       |
| Austrália              | 2 – 0        | Japão     | Centro Olímpico de Hóquei, Rio de Janeiro Árbitros: RUS Elena Eskina NZL Kelly Hudson |
| Williams 17' Smith 55' | FIH Rio2016  |           | Centro Olímpico de Hóquei, Rio de Janeiro Árbitros: RUS Elena Eskina NZL Kelly Hudson |
| Nance 26' Smith 47'    | ≪ Punições ≫ | Nagai 16' | Centro Olímpico de Hóquei, Rio de Janeiro Árbitros: RUS Elena Eskina NZL Kelly Hudson |

## Fase final
Na segunda fase as seleções apuradas defrontaram-se em regime de eliminatórias, com a possibilidade de mais três jogos para quem chegou à discussão das medalhas.
|  | Quartas de final | Quartas de final   |                     |               | Semifinal           | Semifinal           |  |  | Disputa pelo ouro | Disputa pelo ouro |
|  |                  |                    |                     |               |                     |                     |  |  |                   |                   |
|  | 15 de agosto     |                    |                     |               |                     |                     |  |  |                   |                   |
|  |                  |                    |                     |               |                     |                     |  |  |                   |                   |
|  | Países Baixos    | 3                  |                     |               |                     |                     |  |  |                   |                   |
|  | Países Baixos    | 3                  | 17 de agosto        |               |                     |                     |  |  |                   |                   |
|  | Argentina        | 2                  |                     |               |                     |                     |  |  |                   |                   |
|  | Argentina        | 2                  | Países Baixos (pen) | 1 (4)         |                     |                     |  |  |                   |                   |
|  | 15 de agosto     |                    | Países Baixos (pen) | 1 (4)         |                     |                     |  |  |                   |                   |
|  |                  | Alemanha           | 1 (3)               |               |                     |                     |  |  |                   |                   |
|  | Estados Unidos   | Alemanha           | 1 (3)               | 1             |                     |                     |  |  |                   |                   |
|  | Estados Unidos   |                    | 19 de Agosto        | 1             |                     |                     |  |  |                   |                   |
|  | Alemanha         | 2                  |                     |               |                     |                     |  |  |                   |                   |
|  | Alemanha         | 2                  | Países Baixos       | 3 (0)         |                     |                     |  |  |                   |                   |
|  | 15 de agosto     |                    | Países Baixos       | 3 (0)         |                     |                     |  |  |                   |                   |
|  |                  | Grã-Bretanha (pen) | 3 (2)               |               |                     |                     |  |  |                   |                   |
|  | Nova Zelândia    | Grã-Bretanha (pen) | 3 (2)               | 4             |                     |                     |  |  |                   |                   |
|  | Nova Zelândia    | 17 de agosto       |                     | 4             |                     |                     |  |  |                   |                   |
|  | Austrália        | 2                  |                     |               |                     |                     |  |  |                   |                   |
|  | Austrália        | 2                  | Nova Zelândia       | 0             | Disputa pelo bronze | Disputa pelo bronze |  |  |                   |                   |
|  | 15 de agosto     |                    | Nova Zelândia       | 0             | Disputa pelo bronze | Disputa pelo bronze |  |  |                   |                   |
|  |                  | Grã-Bretanha       | 3                   |               |                     |                     |  |  |                   |                   |
|  | Grã-Bretanha     | Grã-Bretanha       | 3                   | 3             | Alemanha            | 2                   |  |  |                   |                   |
|  | Grã-Bretanha     |                    |                     | 3             | Alemanha            | 2                   |  |  |                   |                   |
|  | Espanha          | 1                  |                     | Nova Zelândia | 1                   |                     |  |  |                   |                   |
|  | Espanha          | 1                  |                     |               | 1                   |                     |  |  |                   |                   |
|  |                  |                    |                     |               |                     |                     |  |  | 19 de agosto      |                   |
|  |                  |                    |                     |               |                     |                     |  |  |                   |                   |

### Quartas de final
| 15 de agosto 10:00                       |              |                   |                                                                                          |
| Nova Zelândia                            | 4 – 2        | Austrália         | Centro Olímpico de Hóquei, Rio de Janeiro Árbitros: ARG Irene Presenqui GBR Sarah Wilson |
| McLaren 7' Smith 24' Flynn 39' Merry 43' | FIH Rio2016  | Slattery 33', 59' | Centro Olímpico de Hóquei, Rio de Janeiro Árbitros: ARG Irene Presenqui GBR Sarah Wilson |
| Cocks 40' Webster 46' Pearce 56'         | ≪ Punições ≫ |                   | Centro Olímpico de Hóquei, Rio de Janeiro Árbitros: ARG Irene Presenqui GBR Sarah Wilson |

| 15 de agosto 12:30 |              |                           |                                                                                            |
| Estados Unidos     | 1 – 2        | Alemanha                  | Centro Olímpico de Hóquei, Rio de Janeiro Árbitros: ARG Carolina de la Fuente CHN Miao Lin |
| Falgowski 57'      | FIH Rio2016  | Mävers 8' Hahn 14'        | Centro Olímpico de Hóquei, Rio de Janeiro Árbitros: ARG Carolina de la Fuente CHN Miao Lin |
| González 48'       | ≪ Punições ≫ | Stapenhorst 48' Hauke 58' | Centro Olímpico de Hóquei, Rio de Janeiro Árbitros: ARG Carolina de la Fuente CHN Miao Lin |

| 15 de agosto 18:00                          |              |            |                                                                                         |
| Grã-Bretanha                                | 3 – 1        | Espanha    | Centro Olímpico de Hóquei, Rio de Janeiro Árbitros: NZL Kelly Hudson AUS Melissa Trivic |
| Twigg 8' H. Richardson-Walsh 13' Owsley 27' | FIH Rio2016  | Oliva 53'  | Centro Olímpico de Hóquei, Rio de Janeiro Árbitros: NZL Kelly Hudson AUS Melissa Trivic |
| McCallin 35' Ansley 54'                     | ≪ Punições ≫ | Guinea 26' | Centro Olímpico de Hóquei, Rio de Janeiro Árbitros: NZL Kelly Hudson AUS Melissa Trivic |

| 15 de agosto 20:30                          |              |                         |                                                                                               |
| Países Baixos                               | 3 – 2        | Argentina               | Centro Olímpico de Hóquei, Rio de Janeiro Árbitros: RSA Michelle Joubert BEL Laurine Delforge |
| Welten 5' Leurink 25' Jonker 37'            | FIH Rio2016  | F. Habif 41' Merino 53' | Centro Olímpico de Hóquei, Rio de Janeiro Árbitros: RSA Michelle Joubert BEL Laurine Delforge |
| De Goede 28', 40' Van As 43' Van Geffen 43' | ≪ Punições ≫ | F. Habif 3', 58'        | Centro Olímpico de Hóquei, Rio de Janeiro Árbitros: RSA Michelle Joubert BEL Laurine Delforge |

### Semifinal
| 17 de agosto 12:00                                      |               |                                                                                 |                                                                                                   |
| Países Baixos                                           | 1 – 1         | Alemanha                                                                        | Centro Olímpico de Hóquei, Rio de Janeiro Árbitros: BEL Laurine Delforge ARG Soledad Iparraguirre |
| Paumen 16'                                              | FIH Rio2016   | Schütze 11'                                                                     | Centro Olímpico de Hóquei, Rio de Janeiro Árbitros: BEL Laurine Delforge ARG Soledad Iparraguirre |
|                                                         | ≪ Punições ≫  | Teschke 21' Altenburg 28' Müller 53' Oldhafer 54'                               | Centro Olímpico de Hóquei, Rio de Janeiro Árbitros: BEL Laurine Delforge ARG Soledad Iparraguirre |
| Penalidades                                             |               |                                                                                 | Centro Olímpico de Hóquei, Rio de Janeiro Árbitros: BEL Laurine Delforge ARG Soledad Iparraguirre |
| Bos · Hoog · Keetels · Van Geffen · Jonker · Bos · Hoog | 4 – 3 Rio2016 | Müller-Wieland · Mävers · Altenburg · Teschke · Hauke · Müller-Wieland · Mävers | Centro Olímpico de Hóquei, Rio de Janeiro Árbitros: BEL Laurine Delforge ARG Soledad Iparraguirre |

| 17 de agosto 17:00 |              |                                         | |
| Nova Zelândia      | 0 – 3        | Grã-Bretanha                            | Centro Olímpico de Hóquei, Rio de Janeiro Árbitros: ARG Carolina de la Fuente RSA Michelle Joubert |
|                    | FIH Rio2016  | Danson 22', 52' H. Richardson-Walsh 48' | Centro Olímpico de Hóquei, Rio de Janeiro Árbitros: ARG Carolina de la Fuente RSA Michelle Joubert |
| Whitelock 8'       | ≪ Punições ≫ |                                         | Centro Olímpico de Hóquei, Rio de Janeiro Árbitros: ARG Carolina de la Fuente RSA Michelle Joubert |

### Disputa pelo bronze
| 19 de agosto 12:00          |             |               |                                                                                          |
| Alemanha                    | 2 – 1       | Nova Zelândia | Centro Olímpico de Hóquei, Rio de Janeiro Árbitros: ARG Irene Presenqui GBR Sarah Wilson |
| Stapenhorst 34' Schütze 38' | FIH Rio2016 | Merry 45+'    | Centro Olímpico de Hóquei, Rio de Janeiro Árbitros: ARG Irene Presenqui GBR Sarah Wilson |

### Final
| 19 de agosto 17:00                  |               |                                                                      |                                                                                               |
| Países Baixos                       | 3 – 3         | Grã-Bretanha                                                         | Centro Olímpico de Hóquei, Rio de Janeiro Árbitros: RSA Michelle Joubert BEL Laurine Delforge |
| Van Male 16' Paumen 25' Leurink 37' | FIH Rio2016   | Owsley 10' Cullen 26' White 52'                                      | Centro Olímpico de Hóquei, Rio de Janeiro Árbitros: RSA Michelle Joubert BEL Laurine Delforge |
| Leurink 52'                         | ≪ Punições ≫  | Cullen 18'                                                           | Centro Olímpico de Hóquei, Rio de Janeiro Árbitros: RSA Michelle Joubert BEL Laurine Delforge |
| Penalidades                         |               |                                                                      | Centro Olímpico de Hóquei, Rio de Janeiro Árbitros: RSA Michelle Joubert BEL Laurine Delforge |
| Bos · Hoog · Leurink · Van Geffen   | 0 – 2 Rio2016 | H. Richardson-Walsh · Danson · K. Richardson-Walsh · Unsworth · Webb | Centro Olímpico de Hóquei, Rio de Janeiro Árbitros: RSA Michelle Joubert BEL Laurine Delforge |

## Classificação final
| Pos.              | Equipe             | Campanha (V–E–D) |
| ----------------- | ------------------ | ---------------- |
| Medalha de ouro   | GBR Grã-Bretanha   | 7–1–0            |
| Medalha de prata  | NED Países Baixos  | 5–3–0            |
| Medalha de bronze | GER Alemanha       | 4–2–2            |
| 4                 | NZL Nova Zelândia  | 4–1–3            |
| 5                 | USA Estados Unidos | 4–0–2            |
| 6                 | AUS Austrália      | 3–0–3            |
| 7                 | ARG Argentina      | 2–0–4            |
| 8                 | ESP Espanha        | 2–0–4            |
| 9                 | CHN China          | 1–2–2            |
| 10                | JPN Japão          | 0–1–4            |
| 11                | KOR Coreia do Sul  | 0–1–4            |
| 12                | IND Índia          | 0–1–4            |